# Liste des personnalités de la Révolution française
La liste des personnalités de la Révolution française inclut les principaux personnages liés à la Révolution française, partisans et opposants; qu'ils soient nobles, du clergé ou du Tiers-état.

## Royalistes

### Membres de la famille royale
- Louis XVI, roi de France
- Marie-Antoinette, reine de France

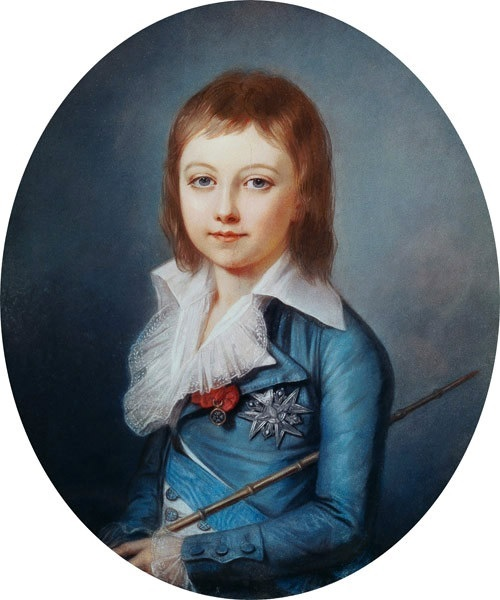
portrait du dauphin Louis-Charles, par Alexandre Kucharski, 1792 (château de Versailles)

- Louis-Charles, dauphin dit Louis XVII ou « l'enfant du Temple », fils du roi.
- Marie-Thérèse, dite « Madame Royale », fille aînée du roi.
- Louis-Stanislas, comte de Provence, frère du roi et chef de la contre-révolution.
- Charles, comte d'Artois, frère du roi.

### Ministres du roi
- Cardinal Étienne-Charles de Loménie de Brienne
- Jacques Necker

### Membres de la Cour
- Gabrielle de Polignac, amie et confidente de Marie Antoinette. Ses relations avec la Reine l'oblige à fuir la France au début de la Révolution.
- Madame de Lamballe

Sa mort particulièrement horrible, fut l'un des épisodes emblématiques des massacres de septembre.
- Hans Axel de Fersen proche relation de Marie antoinette, il participe aux préparatifs de la fuite du Roi et de la Reine à Varenne.
- François XII de La Rochefoucauld grand maître de la Garde robe du Roi, il annonça la prise de la Bastille à Louis XVI, à la question du roi qui demandait si c'était une révolte, il fit la réponse célèbre « non sire c'est une Révolution. » Député de la Noblesse aux États Généraux, il fut ensuite membre du club des Feuillants.

### Avocats
Défenseurs de Louis XVI lors de son procès.
- Chrétien Guillaume de Lamoignon de Malesherbes
- François Denis Tronchet
- Raymond de Sèze

Défenseurs de Marie Antoinette lors de son procès
- Claude François Chauveau-Lagarde
- Guillaume Alexandre Tronsson

## Les États Généraux

### Tiers-État
- Jean Sylvain Bailly président du tiers état, il est un des principaux acteurs du serment du Jeu de Paume
- Honoré Gabriel Riqueti, comte de Mirabeau - membre de la noblesse, il est représentant du tiers état aux États généraux de 1789
- Abbé Emmanuel Joseph Sieyès - membre du clergé, il est représentant du tiers état aux États généraux de 1789. Il est l'auteur du pamphlet Qu'est-ce que le tiers état ?.
- Pierre Samuel du Pont de Nemours

### Clergé
- Henri Grégoire - abbé, nommé député du clergé, il rallie le tiers état. Partisan de la Constitution civile du clergé.
- Charles-Maurice de Talleyrand-Périgord - député du clergé, il rallie le tiers état le 26 juin 1789, et est un des auteurs de la Déclaration des droits de l'homme et du citoyen. Ministre des Affaires étrangères sous l'Empire et la Restauration.

### Noblesse
- Le Peletier de Saint Fargeau - député de la noblesse, il se rallie aux Montagnards, vota la mort du roi et fut assassiné peu après. Il est présenté comme le premier martyr de la Révolution.
- Louis Philippe d'Orléans, dit à partir de 1792 Philippe Égalité  - vota la mort du roi, son propre cousin
- Les frères Alexandre et Charles Malo de Lameth principaux artisans de l'abolition des privilèges et du ralliement au tiers-état.

## Feuillants
- Adrien Duport tête pensante du club, il forme avec Barnave et Alexandre de Lameth le triumvirat qui dirige les Feuillants.
- Gilbert du Motier de La Fayette
- Antoine Barnave
- Vincent-Marie Viénot de Vaublanc

## Girondins

### Ministres girondins
- Étienne Clavière
- Jean-Marie Roland de la Platière

### Conventionnels girondins
- Charles Barbaroux
- Jacques Pierre Brissot de Warville - chef initial des girondins, appelés aussi brissotins pour cette raison
- Pierre Victurnien Vergniaud
- François Nicolas Léonard Buzot
- Jérôme Pétion de Villeneuve
- Armand Gensonné
- Marc David Lasource
- Charles Éléonor Dufriche-Valazé
- Condorcet, mathématicien, philosophe.

## Montagnards

### Députés de la Montagne
- Bertrand Barère de Vieuzac - ancien membre du Marais ou Plaine il se rallie à Robespierre. Il rédigea l'acte d'accusation du 9 Thermidor contre Maximilien de Robespierre.
- Lazare Nicolas Marguerite Carnot - physicien
- Georges Couthon
- Claude-Antoine Prieur-Duvernois (dit Prieur de la Côte-d'Or)
- Pierre-Louis Prieur (dit Prieur de la Marne)
- Maximilien de Robespierre
- André Jeanbon Saint André
- Louis Antoine Léon de Saint-Just
- Jean-Baptiste Belley, élu député montagnard et membre du club des jacobins. Député du nord de Saint Domingue.
- Jean-Paul Marat

## Enragés
- Jacques Roux
- Jean-Théophile Leclerc
- Jean-François Varlet

## Dantonistes
- Georges Danton
- Camille Desmoulins
- Jean-Marie Hérault de Séchelles
- Fabre d'Églantine

## Hébertistes
- Jacques Hébert - polémiste, éditeur du Père Duchesne
- Pierre-Gaspard Chaumette - membre de la commune de Paris, un des principaux acteurs de la déchristianisation.
- François-Nicolas Vincent

## Femmes révolutionnaires
- Olympe de Gouges, auteure de la Déclaration des droits de la femme et de la citoyenne, femme de lettres devenue femme politique et polémiste de 1788 à sa mort sur l'échafaud en 1793. Elle a laissé de nombreux écrits en faveur des droits civils et politiques des femmes et de l'abolition de l'esclavage des Noirs.
- Anne-Josèphe Théroigne de Méricourt
- Madame Roland épouse de Jean-Marie Roland de la Platière, égérie du parti girondin elle tient un des salons les plus fréquentés de la Révolution.
- Charlotte Corday en contact avec les Girondins réfugiés à Caen, elle est connue comme la meurtrière de Jean Paul Marat qu'elle poignarde dans sa baignoire en 1793.
- Claire Lacombe cofondatrice de la Société des républicaines révolutionnaires
- Pauline Léon cofondatrice de la Société des républicaines révolutionnaires

## Les comités

### Membres du Comité de salut public
- Jacques Nicolas Billaud-Varenne
- Jean-Marie Collot d'Herbois
- Pierre Joseph Cambon
- Robert Lindet
- Jean-Marie Hérault de Séchelles

### Membres du Comité d'instruction publique
- Antoine Claire Thibaudeau
- Claude-Antoine Prieur-Duvernois
- Jacques-Louis David aussi membre du comité de sûreté générale
- Anacharsis Cloots

### Membres du comité de sûreté générale
- Marc-Guillaume-Alexis Vadier
- Philippe-François-Joseph Le Bas
- Charles-Jean-Marie Alquier

## Les représentants en mission
- Louis-Marie-Stanislas Fréron en mission à Marseille et Toulon où il met en œuvre une très violente répression, il participe à son retour à Paris à la chute de Robespierre.
- Jean-Baptiste Carrier en mission à Nantes, il est surtout connu pour être l'organisateur des noyades de Nantes, surnommé le « missionnaire de la terreur » il sera condamné à mort et exécuté pour les répressions qu'il a mené à Nantes.
- Augustin Robespierre frère de Maximilien, il est envoyé en mission à Nice et à Toulon, où il fait la connaissance du capitaine Bonaparte, dont il appuie la promotion au grade de général.
- Christophe Saliceti député de la Corse du Tiers États. En mission à Toulon, il est à l'origine de l'affectation de Bonaparte comme capitaine de l'artillerie.
- Antoine Merlin de Thionville représentant en mission à l'armée du Rhin.

## Le tribunal révolutionnaire
- Fouquier-Tinville principal accusateur public du tribunal révolutionnaire.
- Martial Joseph Armand Herman président du tribunal révolutionnaire, il préside, les procès de Marie-Antoinette, des Girondins, des Hébertistes et des Dantonistes.
- Jean-Baptiste Coffinhal vice-président du tribunal révolutionnaire.

## La guillotine
- Antoine Louis médecin qui met au point le mécanisme de la guillotine
- Joseph Ignace Guillotin député à la Constituante, fait adopter la guillotine comme système de mise à mort. L'instrument est surnommé à partir de son nom.
- Charles-Henri Sanson principal bourreau de Paris pendant la Révolution et bourreau qui se chargera d'exécuter Louis XVI.

## Commune de Paris
- Jérôme Pétion deuxième maire de Paris après Bailly.
- Nicolas Chambon
- Jean-Baptiste Fleuriot-Lescot maire de la commune insurrectionnelle, décapité avec les robespierristes.

## Thermidoriens
- Paul Barras
- Jean-Lambert Tallien
- Joseph Fouché
- Thérésa Tallien surnommée après la chute de Robespierre, « Notre-Dame de Thermidor ».

## Babouvistes
- Gracchus Babeuf
- Philippe Buonarroti
- Sylvain Maréchal

## Contre-révolutionnaires

### Penseurs
- Edmund Burke
- Jacques Mallet du Pan
- Joseph de Maistre
- Louis de Bonald

### Chouans
- Jean Chouan
- Georges Cadoudal
- Joseph de Puisaye
- Louis de Frotté
- Vincent de Tinténiac
- Armand Tuffin de La Rouërie
- Aimé Picquet du Boisguy

### Chefs vendéens
- Jacques Cathelineau
- François-Athanase de Charette de La Contrie
- Henri de La Rochejaquelein
- Jean-Nicolas Stofflet
- Maurice d'Elbée

### Membres de la coalition
- Charles-Guillaume-Ferdinand de Brunswick-Wolfenbüttel, le manifeste de Brunswick qu'il publia, fut à l'origine des émeutes du 10 aout 1792, commandant en chef des armées prussiennes et autrichiennes, il participe à la bataille de Valmy et au siège de Mayence.
- William Pitt le Jeune premier ministre britannique, il fut l'un des opposants les plus radicaux à la révolution.
- François Ier d'Autriche neveu de la reine Marie Antoinette, devenu empereur d'Autriche il engage son pays dans la coalition contre la France. Sa fille Marie-Louise d'Autriche deviendra la seconde épouse de l'Empereur Napoléon 1er.

## Généraux révolutionnaires

### Armée d'Italie
- Napoléon Bonaparte
- Jacques François Dugommier
- André Masséna
- Charles Pierre François Augereau
- Jean-Baptiste Jules Bernadotte
- Guillaume Marie-Anne Brune

### Garde Nationale
- Gilbert du Motier de La Fayette
- Antoine Joseph Santerre commandant de la Garde Nationale, il participe à la fusillade du Champ-de-Mars et à la journées du 10 août 1792.
- François Hanriot

### Armée d'Orient
- Louis-Alexandre Berthier
- Jacques-Francois Menou
- Louis Marie Maximilien de Caffarelli du Falga
- Jean Lannes
- Joachim Murat
- Jean-Andoche Junot

### Armée de l'Intérieur
- Jean-François Berruyer
- Jean Antoine Rossignol Participe à la prise de la Bastille, il prit aussi le commandement des armées des côtes de Brest, et de l'Ouest.

### Armée du Nord
- Charles François Dumouriez
- Thomas Alexandre Davy de La Pailleterie, dit général Dumas. Général de la révolution Française, père d'Alexandre Dumas.

### Armée de Sambre-et-Meuse
- Jean-Baptiste Jourdan
- François Joseph Lefebvre

### Armée de l'Ouest
- Louis Marie Turreau
- François-Séverin Marceau
- Lazare Hoche

### Armée de la Moselle
- François Christophe Kellermann

### Armée du Rhin
- Jean-Baptiste Kléber
- Alexandre François Marie de Beauharnais

### Armée de Rhin-et-Moselle
- Jean Victor Marie Moreau
- Jean-Charles Pichegru
- Louis Charles Antoine Desaix

### Armée des Alpes
- Jean-François Carteaux
- Thomas Alexandre Dumas

## Philosophes ayant influencé la Révolution
- Denis Diderot
- Montesquieu
- Jean-Jacques Rousseau
- Voltaire
- François Boissel

## Essayistes et polémistes
- Thomas Paine
- Germaine de Staël
- Jean Richer de Sérizy, journaliste royaliste.
- François-Louis Suleau
- Antoine de Rivarol

## Artistes

### Romanciers
- Nicolas Edme Restif de La Bretonne auteur des Nuits de Paris.
- François-René de Chateaubriand, monarchiste, il émigre à Coblence pendant la Révolution.
- Donatien Alphonse François de Sade, romancier, secrétaire de la section des Piques.
- Pierre Choderlos de Laclos, auteur des Liaisons dangereuses.

### Poètes
- André Chénier, poète, ses engagements politiques lui vaudront d'être emprisonné sous la Terreur, il fut exécuté le jour de la chute de Robespierre.
- Claude Joseph Rouget de Lisle poète et parolier, auteur de plusieurs hymnes patriotiques. Il est universellement connu pour avoir écrit La Marseillaise.

### Dramaturges
- Marie-Joseph Chénier frère d'André Chénier, il fut auteur de théâtre et participa à l'organisation de plusieurs fêtes révolutionnaires en collaboration avec le peintre David et le compositeur Gossec.

### Comédiens
- François-Joseph Talma
- Charles de La Buissière acteur employé du Comité de Salut Public, il détruisait les dossiers d'accusation.

### Musiciens
- Étienne-Nicolas Méhul, compositeur d'opéra ; il fut aussi l'auteur de la musique de l'hymne le Chant du départ.
- François-Joseph Gossec, compositeur officiel de la Révolution ; il fit les musiques des cérémonies révolutionnaires.
- Joseph Bologne de Saint-George, dit Chevalier. Défenseur de la révolution, et de l'abolition de l'esclavage à partir de 1789.

### Peintres
- Jacques-Louis David
- Jean-Bernard Restout, président de la Commune des Arts ; il fut l'un des artisans avec David de la suppression des académies.
- Joseph Boze
- Hubert Robert, emprisonné en 1793 ; ses peintures faites durant son incarcération sont des témoignages des conditions de vie dans les prisons révolutionnaires.

### Sculpteurs
- Jean-Antoine Houdon
- François Martin dit Martin de Grenoble

## Scientifiques
- Pierre-Jean-Georges Cabanis, médecin et philosophe, ami de Condorcet il fut aussi le médecin de Mirabeau.
- Charles-Augustin de Coulomb, contributeur majeur du système métrique.
- Antoine Lavoisier, chimiste, également contributeur du système métrique, exécuté comme fermier général.
- Gaspard Monge, mathématicien et homme politique, cofondateur de l'École polytechnique.

## Autres personnalités de la Révolution française
- Jacques-Donatien Le Ray - un participant essentiel au support de la France pour l'indépendance des États-Unis d'Amérique, émigré.
- Antoine Simon, « gardien » de Louis XVII.
- Joseph Bara
- Jean Pierre de Batz député à l’Assemblée constituante et contre-révolutionnaire français. Sa vie, ses actions au service de Louis XVI et en particulier sa tentative supposée de faire évader le roi sur le chemin de l’échafaud font de lui un fervent royaliste.